# Độc Tử bộ
Độc Tử bộ  (tiếng Phạn: Vātsīputrīya; tiếng Ấn Độ cổ: Vātsīputraka; tiếng Pali: Vacchīputtaka ), còn được gọi là Khả-trú tử bộ (可住子部), Bạt-tư tử bộ (跋次子部), Bạt-tư-phất-đa-la bộ (跋私弗多羅部), Khả-trú tử đệ tử bộ (可住子弟子部), Bà-thư tử bộ (婆雌子部), Bạt-tư-phất bộ (跋私弗部), Bà-sa bộ (婆蹉部), là một bộ phái Phật giáo xuất phát từ Trưởng lão bộ. Căn cứ vào tông nghĩa của Độc Tử bộ được ghi nhận trong Đại Tì-bà-sa luận và Phát trí luận thì bộ phái này ra đời sớm hơn Nhất thiết hữu bộ. Độc Tử bộ cùng với Đại chúng bộ, Phân biệt thuyết bộ và Nhất thiết hữu bộ, được xem là bốn bộ phái lớn trong thời kỳ 18 bộ phái.

## Lược sử
Theo tài liệu của Chính lượng bộ, phân nhánh chính của Độc Tử bộ, khoảng 200 năm sau khi Phật nhập diệt, trưởng lão Độc Tử đã triệu tập kỳ kết tập thứ ba, mà kết quả của nó đã hình thành nên Độc Tử bộ. Cũng theo tài liệu của Chính lượng bộ, tên của vị trưởng lão được ghi là Vātsīputra, còn căn cứ vào các bi ký được khai quật, tên ngài là là Vāchiputa.
Bản dịch Tạng ngữ Dị bộ tinh thích của Thanh Biện (Bhāvaviveka) có ghi lại các truyền thuyết khác nhau về sự phân chia các bộ phái. Trong đó, truyền thuyết thứ ba là truyền thuyết của Chính lượng bộ: “Sau khi Phật nhập niết-bàn 137 năm, vào thời kỳ từ vua Nan-đà đến vua Ma-ha Bát-thổ-ma, các thánh trưởng lão đã tề tựu tại Hoa Thị thành. "Những tranh cãi đã nảy sinh trong Tăng đoàn, những người đa văn như trưởng lão Long và Kiên Ý đã giảng về Căn bản ngũ sự… do đó đã chia thành 2 nhánh.” “63 năm sau, trưởng lão Độc Tử đã tập hợp Tăng đoàn để giải quyết mọi tranh chấp và tổ chức kỳ kết tập thứ ba.” Tài liệu "Lịch sử Phật giáo Buton" cũng ghi chép những sự kiện này .
Theo truyền thuyết được ghi chép trong Dị bộ tông luân luận, vào khoảng 300 năm sau khi Đức Phật nhập diệt, từ Nhất thiết hữu bộ phân xuất ra Độc Tử bộ. Còn trong tài liệu Đảo sử của truyền thống Phật giáo Nam truyền thì cho rằng Độc Tử bộ phát xuất từ Trưởng lão bộ.

## Tông nghĩa
Thời kỳ đầu, tông nghĩa của Độc Tử bộ hầu hết tương đồng với Nhất thiết hữu bộ qua Phát trí luận, chỉ với một số khác biệt đáng chú ý  .
Trong thời kỳ 18 bộ phái, khoảng 100 năm sau khi Độc Tử bộ hình thành, do cách giải thích khác biệt trong “Phát trí luận” , bộ phái này đã phân thành 4 nhánh:
- Pháp Thượng bộ
- Hiền Trụ bộ
- Chính lượng bộ
- Mật Lâm sơn bộ (còn gọi là Lục thành bộ trong Phật giáo Nam truyền)

Trong đó, Chính lượng bộ phát triển nhất, dần thay thế địa vị ban đầu của Độc Tử bộ. Phần "Y thuyết luận" trong tài liệu Tam-di-để-bộ luận (Samityasastra) là chuyên luận duy nhất còn sót lại mô tả tích cực học thuyết của dòng truyền thừa Độc Tử trong thời kỳ 18 bộ phái. Tài liệu Tam pháp độ luận được xem là một luận thư giải thích kinh Phật theo quan điểm của Độc Tử bộ, hơi thiên về tín ngưỡng Đại thừa.

## Tranh cãi
Đại sư Đề-bà-thiết-ma (Devaśarman, Thiên Tịch), trong Thức thân luận, xưng mình là một luận giả Tính Không, đã chỉ trích các luận giả Bổ-đặc-già-la của Độc Tử bộ, đã làm dấy lên các cuộc tranh luận liên quan về đúng sai chưa bao giờ chấm dứt.

### Học thuyết Bổ-đặc-già-la
Độc Tử bộ thường được xem là đại biểu của phái luận giả Bổ-đặc-già-la, chẳng hạn trong các ghi chép trong Đại Tì-bà-sa luận. Đại trí độ luận của Đại sư Long Thụ (Nagarjuna) có ghi chép Độc Tử bộ rất tôn sùng Xá-lợi-phất A-tì-đàm. Do đó, bộ luận của dòng truyền thừa Độc Tử bộ còn được gọi là "Độc Tử A-tì-đàm", để phân biệt với bộ Xá-lợi-phất A-tì-đàm luận của dòng truyền thừa Phân biệt thuyết bộ.
Trong Thuyết chuyển bộ có bảo lưu bộ Thắng nghĩa Bổ-đặc-già-la, xây dựng một phương pháp vi tế và khó thực hiện để nắm bắt ngũ uẩn. Một số học giả tin rằng học thuyết này có thể bị ảnh hưởng bởi học thuyết về Bổ-đặc-già-la của Độc Tử bộ.

### Vấn đề khởi diệtsát-na
Theo Tứ Đế luận của Bà-tẩu-bạt-ma (Vasavarman) và bản dịch Dị bộ tông luân luận của Huyền Trang, các tăng sĩ Độc Tử bộ tin rằng trong số tất cả các hình thức, có những hình thức tồn tại tạm thời, chẳng hạn như một phần của sắc pháp, cũng có những cái biến mất trong chốc lát (sát-na, ksana), chẳng hạn như tâm, trạng thái tinh thần. Vì thế, Độc Tử bộ không thừa nhận thuyết “mọi hành động đều bị tiêu diệt trong sát-na” của Hóa địa bộ , Nhất thiết hữu bộ  và Ẩm Quang bộ.

## Ảnh hưởng
Độc Tử bộ được xem là một trong những bộ phái hiếm hoi chủ trương “hữu nhân ngã” nên thường bị các bộ phái khác chỉ trích. Trong một số tài liệu Đại thừa, Trí Di và những người khác thậm chí còn gọi họ là những kẻ "ngoại đạo dựa Phật" .

## Nghiên cứu học thuật
Theo Đại sư Ấn Thuận, Đại Tì-bà-sa luận đã chỉ trích thuyết "Niết-bàn tam chủng" của Độc Tử bộ là một lý thuyết của các Phân biệt luận giả .